# 虹桥公园
虹桥公园位于中華人民共和國上海市长宁区，原名儿童交通公园，是一家三星级公园，东门位于长宁区遵义路101号，南门位于仙霞路127号，原址最初为天山果园、葡萄园（旧称仙霞苗圃），占地面积1.87万平方米，原儿童交通公园建成开放于1987年6月1日，后改名为天山儿童公园，2005年由澳大利亚BAU建筑与城市设计事务所改建后于2006年改名虹桥公园，同时原园内儿童设施移至天山公园，园内有羽瓦台艺术馆、上海艺术博览会展厅和虹桥公园社区居委会。